# Рёндбьерг, Йонас
Йонас Рёндбьерг (дат. Jonas Røndbjerg; 31 марта 1999, Хёрсхольм, Дания) — датский хоккеист, нападающий.

## Карьера
Воспитанник клуба «Рунгстед Сайер Кэпитал», в котором он начал свою взрослую карьеру уже в 15 лет. В 2016 году талантливый нападающий переехал в Швецию, где вскоре в составе «Векшё Лейкерс» он стал чемпионом страны. В 2017 году он на Драфте НХЛ в третьем раунде был выбран клубом «Вегас Голден Найтс».

## Сборная
Йонас Рёндбьерг вызывался в состав юношеских и молодёжных сборных страны. В 2019 году он впервые попал в заявку главной национальной команды Дании на Чемпионат мира в Словакии.

## Достижения
- Чемпион Швеции (1): 2017/2018.